# Jean Paulista
Jean Francisco Rodrigues, meglio noto come Jean Paulista (Sertãozinho, 28 novembre 1977), è un ex calciatore brasiliano, di ruolo attaccante.

## Carriera

### Club
Ha giocato nella massima serie dei campionati portoghese, polacco e cipriota.